# 와리 문화

와리 문화의 영향권

와리 문화(Wari, Huari)는 안데스산맥 남중부와 오늘날 페루의 해안 지대에서 번성한 선콜럼버스 중기의 문명으로, 대략 서기 500년에서 1000년까지 존재했다.
수도의 이름이기도 한 와리는 현대 도시인 페루 아야쿠초에서 북동쪽으로 11km 떨어진 곳에 위치하였다. 이 도시를 중심지로 한 문명은 페루의 고원과 해안의 넓은 지역을 점하고 있었다. 2008년에는 치클라요 인근에서 잘 보존된 북부 와리 유적이 발견되었고, 이외에 쿠스코 인근의 피키약타(Pikillaqta) 등 유적이 알려져 있다. 그러나 중부 해안 지역에 대해서는, 와리인들의 지배 하에 있었는지 아니면 그 정치 체제가 와리인에게 지배받지 않고 그들과 교류하는 상업 국가였는지 논쟁의 대상으로 남아 있다.

## 역사
이들의 정치 체제를 와리 제국이라고 부른다. 와리 제국은 더 남쪽의 티위나쿠 문화와 동시대에 존재하며 서로 인접했다.
와리 문화는 처음에 페루 아야쿠초 분지에서 출현하였고, 서기 600년경 카라와라소 계곡의 여러 마을을 정복한 고고학적 증거가 있다. 와리인은 이 계곡 지대에 계단식 농경과 작물 저장을 도입하였는데, 이 유적들은 서기 800년에 대부분 버려졌다. 나중에 와리 문화는 모체 문화와 이후의 치무 문화가 차지하는 영토 대부분에서도 지배적 위치를 점했는데, 그 이유에 대해서는 종교적 개종, 농업 지식(특히 계단식 농업)의 확산, 군사적 정복 등이 제기된다. 이들의 군사주의와 폭력은 제국의 확장과 유지에 지속적인 영향을 미쳤으며, 와리 제국에 의한 폭력의 증거는 콘초파타 시에서 잘 드러나 있다.
수세기 동안의 가뭄으로 인해 와리 문화는 서기 800년경에 쇠퇴하기 시작했다. 서기 1000년에 이르러 와리 도시는 극적으로 인구가 감소하였으나 고고학자들은 소수의 후손 집단은 계속 그곳에 거주했음을 밝혔다. 와리와 다른 정부 중심지들의 건물에서는 마치 언젠가 비가 오면 돌아올 것처럼 의도적으로 막아놓은 출입구가 발견된다. 하지만 그 이후로 와리인은 역사에서 사라졌고, 그 사이에 인구가 감소하며 대부분의 건설 행위는 중단되었다. 고고학적 증거는 상당한 수준의 대인 폭력을 보여주는데, 이는 와리 제국의 국가 구조가 붕괴되면서 경쟁 집단 간의 전쟁과 약탈이 증가했음을 시사한다. 페루의 고고학 시대 구분에서는 와리 제국의 붕괴 이후를 후기 중간 시대(Late Intermediate Period)로 분류한다.

## 같이 보기
- 티와나쿠
- 나스카 문화